# Росковец
Росковец (алб. Roskoveci) — город в Центральной Албании в префектуре Фиери, центр одноименного округа Фиери.

## История
Название города происходит от болгарского языка. Большинство жителей города работает в сельском хозяйстве, среди них есть мусульмане и православные христиане.